# Voeden op verzoek
Voeden op verzoek houdt in dat de moeder de baby voedt wanneer deze signalen geeft te willen drinken. Deze signalen zijn: smakgeluidjes, sabbelen, geluidjes maken en in uiterste nood: huilen. De moeder kijkt in principe dus nooit op de klok wanneer het tijd is voor voeden (uitzonderingen op advies van de lactatiekundige daargelaten) en moeder kijkt ook niet op de klok om te zien of de baby klaar is met drinken. De moeder kan zien of haar baby klaar is met drinken als de baby niet meer slikt en er geen klokgeluid meer te horen is.
In de eerste paar weken is het wel van belang om voldoende vaak de baby te voeden.  Er geldt een minimum van 7 à 8 voedingen per etmaal.  Er is geen maximum. Hoe vaker de baby gevoed wordt, hoe beter de borstvoeding op gang komt.